# ポロプリズム

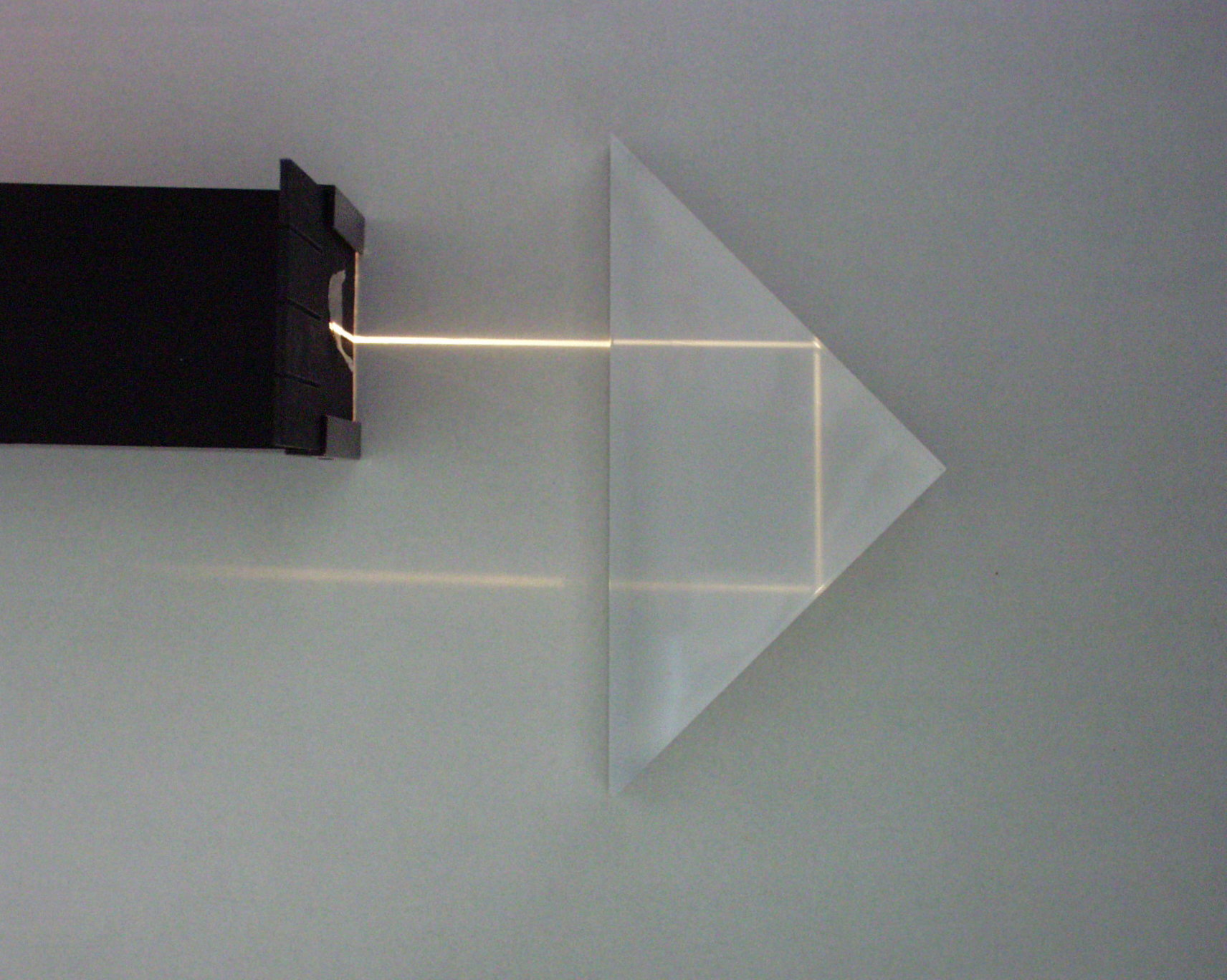
ポロプリズムでの反射

ポロプリズム単体

光学分野においてポロプリズム(英語: Porro Prism)は、発明者イグナツィオ・ポロの名にちなむ、光学機器で像の向きを変えるために使用される反射プリズムの形式である。

## 解説
ポロプリズムは、直角三角形の面を持つブロックで構成される。 
光はプリズムの大きな長方形の面に入り、斜面で2回全反射、再び大きな長方形の面から出射する。光はガラスに垂直に入出射するので、プリズムは分散に寄与しない。
ポロプリズムを通して像は反転し、入射点からオフセットされた反対向きに出射される。
ポロプリズム単体はダハプリズム(roof prism)として機能させることもできるが、そのように使用されることはほとんどない。 
したがって、ポロプリズム製造コスト削減のため、通常、屋根のエッジ部分は仕上げられていない。 
場合によっては、入射する面のひとつの小窓と出射する面のひとつの小窓だけが研磨されることもある。 
ダハプリズムとポロプリズムの違いは、ダハプリズムでは入射光束と出射光束の同一の面上を屋根エッジ部分が横切るのに対し、ポロプリズムでは屋根エッジ部分が光束と(ねじれの位置で)直交していることである。 
さらに、ダハプリズムでの反射には光軸ずれがなく、通常45°～90°の角度をなすが、ポロプリズム単体では、光線は 180°向きを変え、少なくとも光束直径ひとつ分の距離のずれがある。
ポロプリズムは、光軸に平行でない光線を、プリズムの斜辺面(入出射面)で内部反射する形で反射することができてしまう。 
このような軸外光は、3回反射してプリズムから出ていくため、結像しない迷光が生じ、コントラストが低下する。 
軸外反射は、プリズム斜辺面の中央を横切る溝または切り込みを入れることによって制限し有害な反射をブロックすることができる。

### ダブルポロプリズム(ポロⅠ型光学系)

ダブルポロプリズムでの4回の反射

ポロプリズムは、ダブルポロプリズムとしてペアで使用されることが多い。 
最初のプリズムに対して2番目のプリズムは、90°回転していて、光が両方のプリズムを通過するように配置されている。 
プリズムシステムの最終的な効果は、光軸が平行にずらされ、像が180°回転することである。ダブルポロシステムは内部反射を4回させる。光が偶数回反射されるため、像は裏返しにならない。
ダブルポロプリズムシステムは、倒立像の向きを変えるために小型の光学望遠鏡で使用される(この構成は像正立システムとして知られている)。特に多くの双眼鏡では、像を正立させるとともに、対物レンズと接眼レンズ間の光路を折り畳むものとして使われる。2つのプリズムの間にエアギャップがある場合、4つのガラス/空気境界面が存在する。
場合によっては、ダブルポロシステムの2 つの部材は接着されることで、重量とサイズを節約し、ガラスと空気の境界面を2つに減らし光透過ロスを低減させている。

### ポロⅡ型光学系

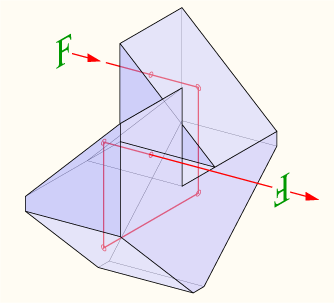
ポロⅡ型プリズムでの4回の反射

Ⅱ型のポロプリズムもあり、これは異なる形状の3つのプリズムが通常接着されており、光路の向きは90°4回変えられる。
2回反射させるハーフキューブプリズムは、2つの小さな1回反射させるハーフキューブプリズムの中間に配置される。 
外側のプリズムの向きは中間のプリズムに対して直角に配置される。 
この形式の利点は、ビーム経路の垂直方向のオフセットがないことである。 
Ⅱ型光学系のポロプリズムはあまり一般的ではなく、おおむね大型軍用双眼鏡用である

。

## 双眼鏡

標準的なダブルポロプリズム双眼鏡の構成

ダブルポロプリズムを用いた伝統的な双眼鏡は、独特のオフセットされたジグザグ形状となる。 
ダハプリズムデザインは外観をよりシンプルにすることができ、現在では一般的になっているが、製造コストは高くなる。 
高品質ダハプリズムの双眼鏡は、製造が複雑なため、光学品質が同等のポロプリズム双眼鏡と比較して製造コストが高くなる

。 
高品質のポロプリズムの双眼鏡には、結像せずに像の品質を低下させる軸外反射を制限するためにプリズムの斜辺面の中央に深さ1.5mm程度の溝またはノッチが作られることがある。
人間工学的に眼幅によって目視は限定されるため、大きな(幅60mm以上の)直径の対物レンズでは、その光軸と接眼レンズ光軸の分離オフセットは、実質的に利点となる。
2020年代初めのポロプリズム型双眼鏡の商業市場シェアは、他のプリズム型の光学設計と比較して2番目に大きかった。

## カメラでの採用
ほとんどの一眼レフカメラはダハペンタプリズムを使用しているため、上部に独特の「山」を有する。 
対照的に、以下のモデルでの使用のように、ポロプリズムは、よりすっきりしたデザインを可能にする。
- オリンパス ペンF, FT and FV
- オリンパス E-300